# Komisariat Straży Celnej „Moszczenica”

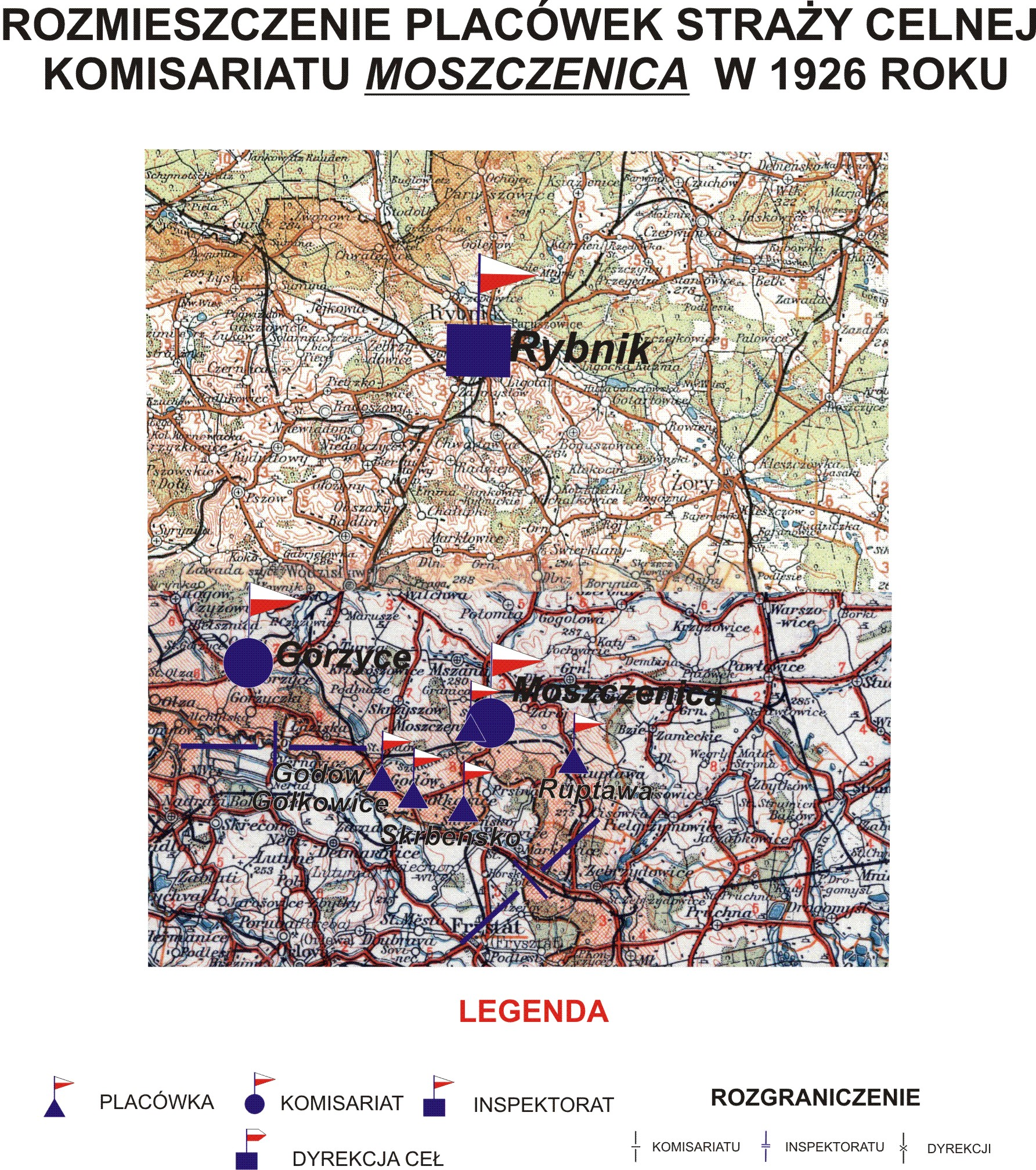
Rozmieszczenie placówek SC Komisariatu Moszczenica w 1926 r.

Komisariat Straży Celnej „Moszczenica” – jednostka organizacyjna Straży Celnej pełniąca służbę ochronną na granicy polsko-czechosłowackiej w latach 1921–1928.

## Formowanie i zmiany organizacyjne
Na wniosek Ministerstwa Skarbu, uchwałą z 10 marca 1920 roku, powołano do życia Straż Celną. Od połowy 1921 roku jednostki Straży Celnej rozpoczęły przejmowanie odcinków granicy od pododdziałów Batalionów Celnych. Proces tworzenia Straży Celnej trwał do końca 1922 roku. Komisariat Straży Celnej „Moszczenica”, wraz ze swoimi placówkami granicznymi, wszedł w podporządkowanie Inspektoratu Straży Celnej „Rybnik”.
Początek działalności Straży Celnej na Śląsku datuje się na dzień 15 czerwca 1922 roku. W tym dniu polscy strażnicy celni w zielonych mundurach i rogatywkach wkroczyli na ziemie przyznane Polsce. W nocy z 16 na 17 czerwca 1922 funkcjonariusze komisariatu Straży Celnej „Moszczenica” objęli straż na powierzonych im odcinkach.
W styczniu 1928 roku nastąpiła reorganizacja inspektoratu SC „Rybnik”. Zlikwidowany został komisariat „Moszczenica”. Pododcinek komisariatu został włączony do komisariatu SC „Gorzyce.

## Służba graniczna
Sąsiednie komisariaty
- komisariat Straży Celnej „Gorzyce”  ⇔ komisariat Straży Celnej „Zebrzydowice” − 1926

## Funkcjonariusze komisariatu
Kierownicy komisariatu
- komisarz Paweł Bobowski (1922–1923)[1] → komendant szkoły
- komisarz Alojzy Gruszka (1923– był w 1926)[8][9]

## Struktura organizacyjna
Organizacja komisariatu w 1926 roku:
- komenda – Moszczenica
- placówka Straży Celnej „Ruptawa”
- placówka Straży Celnej „Moszczenica”
- placówka Straży Celnej „Skrbeńsko”
- placówka Straży Celnej „Gołkowice”[a]
- placówka Straży Celnej „Godów”